# VG-lista
VG-lista est un hit-parade hebdomadaire norvégien. Il est publié dans le journal Verdens Gang et dans l'émission Topp 20 de la chaîne de télévision Norsk rikskringkasting. Les données sont basées sur les ventes d'une centaines de magasins en Norvège et collectées par Nielsen Soundscan International. Le classement des singles, créé en 1958 sous forme de top-10, est élargi à un top-20 en 1995. Le classement des albums, lancé en top-20 en 1967, est depuis devenu un top-40.